# Farhad Valiyev
Farhad Valiyev (en azéri : Fərhad Vəliyev), né le 1er novembre 1980 à Quba en Azerbaïdjan, est un footballeur international azerbaïdjanais, qui évolue au poste de gardien de but. 
Il compte 32 sélections en équipe nationale entre 2006 et 2010.

## Biographie

### Carrière de joueur
Farhad Valiyev dispute 15 matchs en Ligue Europa.

### Carrière internationale
Farhad Valiyev compte 32 sélections avec l'équipe d'Azerbaïdjan entre 2006 et 2010. 
Il est convoqué pour la première fois par le sélectionneur national Shahin Diniyev pour un match amical contre l'Ukraine le 28 février 2006 (0-0). Il reçoit sa dernière sélection le 3 mars 2010 contre le Luxembourg (victoire 2-1).

## Palmarès
- Avec le Neftchi Bakou
  - Champion d'Azerbaïdjan en 2004
  - Vainqueur de la Coupe d'Azerbaïdjan en 2004

- Avec le Qarabağ Ağdam
  - Champion d'Azerbaïdjan en 2014, 2015 et 2016
  - Vainqueur de la Coupe d'Azerbaïdjan en 2009 et 2015